# Mix FM Ji-Paraná
Mix FM Ji-Paraná é uma emissora de rádio brasileira concessionada em Presidente Médici,  porém sediada em  Ji-Paraná cidades do estado de Rondônia. Opera no dial FM, na frequência 99.1 MHz, e é afiliada à Mix FM. Pertencente as Organizações Gemelli. A emissora foi lançada em 2008 na frequência 105.5 MHz como parte de um projeto de instalação de emissoras afiliadas da Transamérica Hits, vertente popular da Rede Transamérica iniciado no ano anterior, com o lançamento de emissoras em Colorado do Oeste e São Miguel do Guaporé.

## História
Em 2007, é iniciada a instalação de emissoras afiliadas à Transamérica Hits no estado de Rondônia. Foram três emissoras instaladas neste período, sendo as primeiras em Colorado do Oeste e São Miguel do Guaporé. A instalação das emissoras foi concluída em janeiro de 2008, com o lançamento da Transamérica Hits Rondônia na frequência 105.5 MHz de Presidente Médici, completando a cobertura da rede em cerca de 70% do Estado. A meta era de que as emissoras fossem líderes de audiência, apesar da forte concorrência popular em todas as cidades.
Já consolidada como líder de audiência na região, foi transferida para a frequência 99.1 MHz em setembro de 2016. No final de outubro de 2019, a emissora confirmou que deixará a Rede Transamérica, o grupo detém 4 emissoras, 3 delas confirmaram afiliação com a Rede Clube FM, enquanto a 99.1 MHz se afiliará à Mix FM. A estreia é prevista para final de novembro e inicio de dezembro.
Na madrugada de 15 de novembro, a emissora já deixa de retransmitir à Transamérica Hits, depois de 1 semana de expectativa, a emissora estreou em conjunto com a rede no dia 25, ás 18h (hora local de Rondônia).